# Santa Caterina di Valfurva
Santa Caterina di Valfurva är en ort och en frazione i kommunen Valfurva i regionen Lombardiet, Italien. 
Santa Caterina var arrangörsort vid världsmästerskapen i alpin skidsport 1985 och 2005, båda gångerna tillsammans med Bormio.